# Dicasterio para el Culto Divino y la Disciplina de los Sacramentos
El Dicasterio para el Culto Divino y la Disciplina de los Sacramentos (Discaterium de Cultu Divino et Disciplina Sacramentorum), anteriormente denominado Congregación para el Culto Divino y la Disciplina de los Sacramentos, es un dicasterio de la curia romana encargado de la mayoría de los asuntos relacionados con la liturgia de la Iglesia católica y el ritual de los sacramentos. El prefecto, desde 2021, es Arthur Roche.
Surgió de la fusión de la Sagrada Congregación para la Disciplina de los Sacramentos y la Sagrada Congregación para el Culto Divino, y es heredera de la antigua Sagrada Congregación de Ritos, abolida tras el Concilio Vaticano II.
En 2022, tras la publicación de la constitución apostólica Praedicate Evangelium del papa Francisco, la entonces Congregación se convierte en dicasterio.

## Competencias
Las competencias de la Congregación para el Culto Divino y la Disciplina vienen dictadas por los artículos 62-70 de la Constitución apostólica Pastor bonus.
Esta Congregación se dedica principalmente a dar nuevo impulso a la promoción de la Sagrada Liturgia en la Iglesia, según la renovación querida por el Concilio Vaticano II a partir de la Constitución Sacrosanctum Concilium. Además, fomenta y tutela la disciplina de los sacramentos para que su celebración se válida y lícita y denuncia los abusos que se cometen en la liturgia. Por otro lado, debe velar para que los fieles participen más activamente en la sagrada liturgia.
Según el artículo 64: Provee a la elaboración y corrección de los textos litúrgicos: revisa y aprueba los calendarios particulares y los Propios de las Misas y de los oficios de las Iglesias particulares, así como los de los institutos que gozan de ese derecho. Revisa las traducciones de los libros litúrgicos y sus adaptaciones, preparadas legítimamente por las Conferencias Episcopales.
Por último, regula el culto de las sagradas reliquias, la confirmación de los patronos celestiales y la concesión del título de basílica menor.
Mediante el motu proprio Quaerit semper el Santo Padre Benedicto XVI modificó la Constitución apostólica Pastor bonus y trasladó al Tribunal de la Rota Romana las competencias de dispensa del matrimonio rato y no consumado y las causas de nulidad de la sagrada Ordenación.

### Secciones I y II
En particular, las secciones I y II prevén las editiones typicae de los libros litúrgicos; según la norma del can. 838 (cf. motu proprio Magnum Principium), confirman las traducciones y revisan las adaptaciones de los libros litúrgicos, aprobados por las conferencias episcopales; se engargan de los calendarios particulares, del propio de las Misas y de la Liturgia de las Horas de las diócesis y de los institutos religiosos, aprobados por la autoridad competente correspondiente.

### Sección III
Se ocupa de la disciplina de los sacramentos y de las implicaciones jurídicas y disciplinarias de su celebración. Estudia cuestiones relativas a las normas complementarias del Código de Derecho Canónico y examina las solicitudes de indulto sobre los sacramentos del orden y el matrimonio que van más allá de las competencias de los obispos diocesanos.

### Sección IV
Se ocupa del área de arte y música para la liturgia, según lo establecido por la Constitución Sacrosanctum Concilium y otras disposiciones de la Sede Apostólica sobre el tema.

## Organización

### Prefectos
Congregación para la Disciplina de los Sacramentos
- Domenico Ferrata (1908-1914)
- Filippo Giustini (1914-1920)
- Michele Lega (1920-1935)
- Domenico Jorio (1935-1954)
- Benedetto Aloisi Masella (1954-1968) (proprefecto y luego como prefecto)
- Francesco Carpino (7 de abril-26 de junio de 1967)
- Francis John Brennan (1968)
- Antonio Samoré (1968-1974)
- James Knox (1974-1975)

Congregación para los sacramentos y el culto divino
- James Knox (1975-1981)
- Giuseppe Casoria, (pro-prefecto 1981-1983, prefecto 1983-1984)

Congregación para los Sacramentos
- Pablo Agustín Mayer O.S.B. (proprefecto 1984-1985, prefecto 1985-1988)

Congregación para el Culto Divino y la Disciplina de los Sacramentos
- cardenal Paul Augustin Mayer, O.S.B. (1988)
- cardenal Eduardo Martínez Somalo (1988-1992)
- cardenal Antonio María Javierre Ortás S.D.B.(1992-1996)
- cardenal Jorge Arturo Medina Estévez (proprefecto 1996-1998, prefecto 1998-2002)
- cardenal Francis Arinze (2002-2008)
- cardenal Antonio Cañizares (2008-2014)
- cardenal Robert Sarah (2014-2021)
- arzobispo Arthur Roche (2021-2022)

Dicasterio para el Culto Divino y la Disciplina de los Sacramentos
- cardenal Arthur Roche (2022-)

### Secretarios
- presbítero Francesco Bracci (30 de diciembre de 1935 - 15 de diciembre de 1958)
- arzobispo Cesare Zerba (18 de diciembre de 1958 - 26 de enero de 1965)
- arzobispo Giacomo Violardo (26 de gener de 1965 - 28 d'abril de 1969)
- arzobispo Giuseppe Casoria (9 de abril de 1969 - 2 de febrero de 1973)
- arzobispo Antonio Innocenti (26 de febrero de 1973 - 4 de octubre de 1980)
- arzobispo Luigi Dadaglio (4 de octubre de 1980 - 8 de abril de 1984)
- arzobispo Virgilio Noè (30 de enero de 1982 - 15 de mayo de 1989)
- arzobispo Lajos Kada (28 de junio de 1989 - 22 de agosto de 1991)
- arzobispo Geraldo Majella Agnelo (16 de septiembre de 1991 - 13 de enero de 1999)
- arzobispo Francesco Pio Tamburrino, O.S.B.Subl. (27 de abril de 1999 - 2 de agosto de 2003)
- arzobispo Domenico Sorrentino (2 de agosto de 2003 - 19 de noviembre de 2005)
- arzobispo Albert Malcolm Ranjith Patabendige Don (10 de diciembre de 2005 - 16 de junio de 2009)
- arzobispo Joseph Augustine Di Noia, O.P. (16 de junio de 2009 - 26 de junio de 2012)
- arzobispo Arthur Roche (26 de junio de 2012 - 27 de mayo de 2021)
- arzobispo Vittorio Francesco Viola, O.F.M., desde el 27 de mayo de 2021

#### Subsecretarios
- monseñor Juan Miguel Ferrer Grenesche (4 de julio de 2009 - 5 de noviembre de 2014)
- presbítero Corrado Maggioni, S.M.M. (5 de noviembre de 2014 - 13 de septiembre de 2021)
- obispo Aurelio García Macías, desde el 27 de mayo de 2021
- monseñor Krzysztof Marcjanowicz, desde el 31 de enero de 2023